# Большаков, Евгений Александрович
Евгений Александрович Большаков (род. 23 октября 1949 года в с. Малокурильское, Южно-Курильский район, Сахалинская область, РСФСР, СССР) — российский политик, депутат Государственной Думы ФС РФ I и II созывов.

## Биография
После окончания школы работал в Дальневосточном морском пароходстве учеником электрика. В 1973 году поступил на факультет правоведения Дальневосточного государственного университета, учёбу проходил на заочном отделении. В 1981 году окончил юридический факультет Дальневосточного государственного университета. В 1993 году получил специальность «инженер-эксплуатационник на автомобильном транспорте» в Хабаровском государственном техническом университете.
С 1968 по 1971 год был матросом на малых рыболовных сейнерах Владивостокского рыбокомбината, на рыболовецких плавучих базах «Дальморепродукта». В 1971 году вступил в Коммунистическую партию Советского Союза (КПСС), избирался членом районного и городского комитета КПСС города Владивостока.
В 1973 году был избран председателем профсоюзного комитета Владивостокского автотранспортного предприятия № 3, был членом Приморского краевого комитета профсоюза работников автомобильного транспорта и шоссейных дорог. С 1981 года работал в Дальневосточном научном центре Академии наук СССР начальником автоколонны, затем директором пассажирских автостанций и автовокзалов «Приморавтотранса».
В 1992 году вступил в Либерально-демократическую партию России (ЛДПР). В 1993 году был избран депутатом Государственной думы I созыва по спискам ЛДПР. С 1993 по 1995 год был членом Комитета Государственной думы по собственности, приватизации и хозяйственной деятельности, входил во фракцию ЛДПР.
В 1995 году избран депутатом Государственной думы II созыва по списку ЛДПР, был заместителем председателя комитета Государственной думы по природным ресурсам и природопользованию.

## Законотворческая деятельность
За время исполнения полномочий депутата Государственной думы I и II созывов выступил соавтором 8 законодательных инициатив и поправок к проектам федеральных законов.